# Craugastor vocalis
Craugastor vocalis é uma espécie de anfíbio da família Craugastoridae.
É endémica do México.
Os seus habitats naturais são: florestas secas tropicais ou subtropicais e regiões subtropicais ou tropicais húmidas de alta altitude.
Está ameaçada por perda de habitat.